# Пырковка, Григорий Исаевич
Григорий Исаевич Пирхавко, варианты: русск. Пырковка, укр. Пирхавка  (1883 — 13 сентября 1937) — Каневский уездный комиссар УНР, помощник Киевского губернского комиссара УНР, заместитель министра внутренних дел УНР, секретарь Конституционной комиссии УНР, гласный Киевского губернского народного совета, депутат Всероссийского Учредительного Собрания и Украинского Учредительного собрания.

## Биография
Около 1893 окончил сельскую школу, работал в хозяйстве, затем — помощником волостного писаря в с. Юшков Рог Таращанского уезда.

### Эсер
В 1900 году вступил в Таращанскую организацию эсеров. После её разгрома в том же году был сослан в Сибирь, где женился на Евгении Петровне Захаровой. Участвовал в революционных событиях 1905 года в Иркутске. За участие в забастовке уволен с работы в Иркутской таможне, попал в заключение.
После освобождения 1906 выехал на Украину. Проживал в Богуславе Киевской губернии. За революционную агитацию среди крестьян в мае 1907 года снова арестован, заключён в Каневскую тюрьму и сослан на 2 года в Вологодскую губернию. На этапе, в Вятской тюрьме, за бунт политзаключенных вместе с другими участниками был избит и посажен в карцер. Находясь в ссылке в Сольвычегодске, под влиянием адвоката Томского увлекся юриспруденцией. За участие в демонстрации в Сольвычегодске оказался в тюрьме, после пребывания в которой его сослали ещё на 100 вёрст дальше, в «Берер-Насолоцкое» (Березонаволоцкое ?).
По окончании срока ссылки царская власть запретила ему возвращаться на Украину, поэтому он в 1909 году  уехал в Иркутскую губернию, где перебивался случайной работой. Некоторое время был секретарем еженедельника «Жало», который издавали анархо-коммунисты. После долгих попыток наконец получил разрешение сдать экзамен на звание частного поверенного при Иркутском окружном суде. Имел частную юридическую практику до 1917 года. В 1912 году основал в Иркутске украинский литературно-музыкально-драматический кружок «Громада» — был его председателем до 1917 года.

### Во время революции на Украине
В феврале-марте 1917 года участвовал в свержении царской власти в Иркутске, в частности захвате Городской думы. Работал в комиссии Иркутского областного революционного комитета по освобождению политзаключенных и политссыльных, вместе с И.Г. Церетели. 26 июня 1917 года стал делегатом II войскового съезда в Киеве.
Познакомившись на съезде и в канцелярии Центральной Рады с украинскими эсерами и их программой, в 1917 году вступил в Украинскую партию социалистов-революционеров. Избран членом Каневской земской управы и народным судьей в Богуславе.
В конце 1917 года был избран во Всероссийское Учредительное собрание в Киевском избирательном округе по списку № 1 (украинские эсеры, Селянская спилка, украинские социал-демократы). Его избрали также депутатом так и не собравшегося Украинского Учредительного собрания от Киевского избирательного округа. 
В начале 1918 года исполнял обязанности уездного комиссара Центральной Рады. После прихода к власти Павла Скоропадского был вынужден скрываться в Киеве, участвовал в июне-июле 1918 года в организации Таращанского восстания против немецкой и гетманской власти, за что попал в Каневскую тюрьму, из которой его освободили повстанцы.
Вновь был назначен уездным комиссаром. Осенью 1918 года участвовал в разоружении немецких войск на Киевской губернии. Как делегат участвовал в заседаниях Трудового Конгресса Украины в Киеве. Затем вернулся в Богуслав, но вынужден был уехать из-за преследования местных большевиков. Скрывался от преследования большевиков в Винницкой губернии, где по просьбе крестьян Киевщины, страдавших от большевистской продразверстки, его разыскала жена Е.П. Захарова, подхватившая по дороге тиф и вскоре скончавшаяся.  Откликнувшись на призыв земляков помочь им в борьбе с большевиками, вернулся на Киевщину. Организовав Медвинское крестьянское восстание против советской власти 1919 года вместе с уроженцем Медвина прапорщиком Коломийцем,  Пирхавко сформировал крупный повстанческий отряд, разгромивший целый полк Красной Армии. За организацию восстания получил в эсеровских кругах последнюю партийную кличку "Атаман".
Зимой 1919—1920 годов назначен на должность помощника Киевского губернского комиссара УНР. Скрывался на родине, позже уехал в Винницу, где его интернировали поляки, которые наступали. После освобождения работал заместителем министра внутренних дел правительства УНР и являлся секретарем Конституционной комиссии УНР.  В 1920 г. вместе с поляками и остатками войск Петлюры двинулся  на Киев.

### В эмиграции
После отступления оказался в Польше в Ченстоховском лагере, откуда в 1922 году перебрался в Прагу, там стал членом руководства Заграничного комитета Украинской партии эсеров. Разочаровавшись в её программе, в 1925 опубликовал декларацию о выходе из УПСР. Был одним из организаторов Украинского крестьянского союза в Праге, председателем Союза-читальни Т. Г. Шевченко.
Писал статьи в эмигрантских журналах «Новая Украина», «Нове життя» (Новая жизнь) и других , публиковал их под псевдонимом Гр. Сибирный.
В 1928 году, закончив Украинский свободный университет, получил диплом доктора права и общественных наук. По другим сведениям учился, но не окончил юридический факультет Киевского университета, что дало ему возможность работать ещё в Российской империи частным поверенным. В Праге женился на словачке Марии Игнатьевна Шедейовой, 1883 года рождения. 

### В советской Украине
В 1928 году вернулся из Праги на Украину. Проживал в Харькове. Работал юрисконсультом треста «Промтранспроект», преподавал на государственных курсах украинизации и рабфаке Харьковского университета. Публиковался в газете «Пролетарская правда» (Киев) и журнале «Всесвiт» ("Вселенная").
Впервые перевел с чешского языка на украинский произведения Ярослава Гашека «Бравый солдат Швейк», Ивана Ольбрахта «Анна-пролетарка», В. Ванчуры «Пекарь Ян Мархул», М. Урбана «Живой бич». Подготовил рукопись своего романа на историческую тему (около 400 страниц) и повесть «Лани і вартати».
Проживал по адресу: Основа служебная, д. 45.
Впервые после возвращения из эмиграции был арестован органами ГПУ Украины 30 декабря 1930 года. Но через несколько дней освобождён, поскольку во время обыска никаких улик против него не было найдено. Во второй раз арестован 28 сентября 1933 г.
19 октября Пирхавка дал показания на Никиту Ивановича Харуса, директора Харьковского дома ученых, который участвовал в борьбе против большевиков под флагом УНР. Он также вернулся из эмиграции на Украину. Пирхавка сообщил, что якобы в Доме ученых была явочная квартира и часть чешских агентов именно через Харуса устанавливали связь с чешским посольством в Москве или его представителями в Харькове.

### Последний арест и гибель
23 февраля 1934 года Григорий Пирхавка осуждён тройкой при коллегии ГПУ УССР на 10 лет лишения свободы. Во время отбывания наказания в Ахтырском [? — ВП] отделении Сиблага НКВД СССР, вновь уже в лагере арестован, 31 августа 1937 года тройка УНКВД Западно-Сибирского края (Кемеровская область) по обвинению в антисоветской агитации и пропаганде постановила его расстрелять.
Расстрелян 13 сентября  1937 года. Реабилитирован посмертно по обоим приговорам прокуратурой Киевского военного округа от 27 июля 1989 и прокуратурой Кемеровской области от 16 сентября 1989 года.
Данных о месте  расстрела и захоронения не сохранилось.
Рукописи утрачены при аресте, имущество конфисковано.

## Семья
- Первая жена (с начала 1900-х) — Евгения Петровна Захарова (?—1919), по матери польского происхождения;).
  - Сын —  Борис Григорьевич Перхавко (Пирхавко) (1911—1955), финансовый работник, главный бухгалтер Тайшетского химлесхоза (1938 г.), репрессирован, провел 20 лет в тюрьмах, лагерях и ссылках, реабилитирован посмертно[3]
    - Внук —  Юрий Борисович Пирхавко  (род. 1932 г.), ветеринар, позднее кадровый офицер-ракетчик
    - Внучка  —  Галина Борисовна Перхавко (род. 1951 г.), экономист, родилась в политссылке
    - Внук — Валерий Борисович Перхавко (род. 1952 г.), историк-археолог и журналист,  родился в политссылке

  - Дочь —  Валентина Григорьевна Пирхавко (?—?)
  - Дочь —   Галина Григорьевна Пирхавко  (?—? )
- Вторая жена (после 1927 г.[источник не указан 1357 дней]) — Мария Игнатьевна Шедейова (?—?,) по происхождению, словачка,